# Гвюдмюндюр Тоураринссон
Гвюдмюндюр «Гуди» Тоураринссон (исл. Guðmundur Þórarinsson; род. 15 апреля 1992, Сельфосс, Исландия) — исландский футболист, полузащитник клуба «Ноа» и сборной Исландии.

## Карьера
Воспитанник футбольной школы «Сельфосс». В 2008 году стал привлекаться к играм основной команды. В итоге за свой родной клуб выступал на протяжении трёх сезонов, после чего Тоураринссон перебрался в «Вестманнаэйяр».
В новом клубе Гвюдмюндюр стал игрок основного состава, стабильно выступая следующие два сезона. В 2013 году норвежский «Сарпсборг 08» и «Вестманнаэйяр» договорились о трансфере молодого полузащитника.
В Норвегии Тоураринссон выступает следующие два сезона, сыграв в общей сложности за «Сарпсборг 08» 59 матчей и забив семь мячей. Летом 2014 года «Норшелланн» выкупает трансфер Тоураринссона.
Зимой 2016 года «Русенборг» и «Норшелланн» обмениваются игроками. В Данию из состава тронхеймцев отправляется Тобиас Миккельсен, а в «Русенборг» переходит Тоураринссон. В составе «Русенборг» выигрывает чемпионат Норвегии 2016 года.
17 февраля 2017 года Тоураринссон перешёл в клуб чемпионата Швеции «Норрчёпинг», подписав трёхлетний контракт.
28 января 2020 года Тоураринссон подписал контракт с клубом MLS «Нью-Йорк Сити». Пропустив начало сезона из-за травмы, в американской лиге дебютировал 9 июля 2020 года в матче Турнира MLS is Back против «Филадельфии Юнион», выйдя на замену в компенсированное время второго тайма вместо Валентина Кастельяноса. 24 апреля 2021 года в матче против «Цинциннати» забил свой первый гол в MLS. По окончании сезона 2021, в котором клуб выиграл Кубок MLS, «Нью-Йорк Сити» не стал продлевать контракт с Тоураринссоном.
25 февраля 2022 года Тоураринссон присоединился к клубу датской Суперлиги «Ольборг», подписав контракт до лета с опцией продления. За «Ольборг» он дебютировал 14 марта в матче против «Оденсе», выйдя на замену во втором тайме. 2 июня «Ольборг» объявил о непродлении контракта с Тоураринссоном.
10 августа 2022 года Тоураринссон подписал двухлетний контракт с клубом греческой Суперлиги ОФИ.

## Достижения
Командные
 «Русенборг»
- Чемпион Норвегии: 2016
- Обладатель Кубка Норвегии: 2016

 «Нью-Йорк Сити»
- Чемпион MLS (обладатель Кубка MLS): 2021